# Evelina Cattermole
(Contessa Lara, Nuovi versi, 1894)
Eva Giovanna Antonietta Cattermole, più nota come Evelina o Lina Cattermole (Firenze, 26 ottobre 1849 – Roma, 30 novembre 1896), è stata una scrittrice e poetessa italiana.
Scrisse anche novelle e opere in prosa. La parte più rilevante della sua produzione è firmata con lo pseudonimo Contessa Lara.

## Biografia
Nacque a Firenze dallo scozzese Guglielmo Cattermole, professore d'inglese, che in terze nozze aveva ivi sposato Elisa Sandusch, eccellente pianista. Ebbe una sorella, Eufrosina, e un fratello, che fu chiamato Guglielmo come il padre, sposò la figlia di un compositore e musicografo belga, e fu lui stesso musicista, più precisamente violinista nell'orchestra di Monte Carlo.
Il luogo e la data in cui nacque Eva sono stati per molti anni controversi. Angelo De Gubernatis in Dictionnaire international des écrivains du jour l'indicava come nata a Cannes, in Provenza, il 23 ottobre 1858, e lo stesso scriveva Guido Mazzoni in Ottocento. Invece, Eugenia Levi in Dai nostri poeti viventi e, dopo di lei, Benedetto Croce e altri affermavano che fosse nata a Firenze nel 1851. Nel 1892, nella rubrica femminile che teneva su La Tribuna illustrata, Eva dichiarava di essere nata sul suolo di Francia, e anche sull'atto di morte risulta nata a Cannes nel 1854. Maria Freschi Borgese ha ritrovato a Firenze il certificato originale di nascita, che incontrovertibilmente la indica come nata a Firenze il 26 ottobre 1849.
Una descrizione dell'infanzia di Eva è proposta da lei stessa nella novella La Rosona, che fa parte di Storie d'amore e di dolore. Fu molto precoce nell'apprendimento della musica e delle lingue straniere: imparò fin da giovanissima l'inglese, il francese, lo spagnolo e l'italiano. Studiò a Parigi, nell'Istituto Sacré-Cœur. Andava a lezione di italiano da Marianna Giarré, che era a sua volta una poetessa amica di Pietro Giannone, Aleardo Aleardi, Niccolò Tommaseo, Francesco Dall'Ongaro, Giovanni Prati, Giosuè Carducci.

### I primi versi eCanti e Ghirlande
Come vuole la storia da lei stessa divulgata, i primi versi di Evelina furono scritti spontaneamente come accompagnamento a un mazzo di fiori offerto in regalo alla madre.
Nel 1867 fu pubblicata la sua prima raccolta Canti e Ghirlande per l'editore Cellini a Firenze, con poesie di carattere occasionale molto ingenue, che mostrano chiare influenze di Aleardi, Prati, Dall'Ongaro, ma ricevettero le stroncature di Benedetto Croce e di Giosuè Carducci. La pubblicazione è successiva alla morte della madre di Evelina.
La prima parte della raccolta è dedicata al padre; la seconda alla sorella Eufrosina; la terza a Pietro Giannone, martire repubblicano; la quarta alla Principessa Elisa Poniatowska, che teneva un salotto frequentato anche da Gaetano Donizetti; la quinta all'amica Elvira Spannocchia; la sesta a Marianna Giarré.

### La giovinezza e il matrimonio
Evelina frequentava alcuni salotti prestigiosi, tra cui quello di Laura Beatrice Oliva, detta la Corinna Italica, moglie del giureconsulto Pasquale Stanislao Mancini marchese di Fusignano. Eva divenne amica delle loro figlie e, frequentando la loro cerchia di amici, conobbe il tenente dei bersaglieri Francesco Eugenio Mancini, nato nel 1845, figlio terzogenito dei padroni di casa, del quale si innamorò. Si sposarono nel 1871, soggiornarono brevemente a Roma, quindi si stabilirono a Napoli per un breve periodo, e poi definitivamente a Milano, in via Cesare Correnti.
A Milano, Eva frequentò diversi salotti, tra cui quello di casa Maffei, e cominciò a tenerne uno suo. Frequentava anche i ritrovi della Scapigliatura, dove conobbe Arrigo Boito, Giuseppe Rovani, Eugenio Torelli Viollier, fondatore del Corriere della Sera, ed Emilio Praga, che le regalò un libro apponendovi una dedica: Evelina lo conservava tra gli oggetti che le erano più cari.
Attorno a Evelina si creò una corte di ammiratori, che l'adoravano per la bellezza e la grazia ammaliante, mentre il marito disertava sempre più spesso la casa per giocare d'azzardo o intrattenersi con donne di teatro. Proprio tramite Francesco Eugenio, Eva conobbe il giovane veneziano Giuseppe Bennati Baylon, impiegato al Banco di Napoli, se ne innamorò. Con la complicità della cameriera Giuseppina Dones, divenne la sua amante.
(Versi)
Francesco Eugenio si avvide dei pettegolezzi, che giravano per Milano e costrinse la cameriera a rivelargli che gli amanti si incontravano in una garçonnière di via dell'Unione. Verso metà maggio 1875 li colse in flagrante adulterio. 

### Il divorzio scandaloso e la povertà
Aver scoperto la moglie in flagranza di adulterio dava a Francesco Eugenio Mancini il diritto, secondo le implicite norme sociali dell'epoca, di sfidare a duello l'amante, cosa che prontamente fece. Il duello alla pistola terminò tragicamente con il ferimento e quindi la morte (7 giugno 1875) di Bennati Baylon. Seguì il 30 luglio un penoso processo, in cui Francesco Eugenio fu assolto per l'omicidio d'onore.
Contemporaneamente, egli aveva fatto richiesta di divorzio e scacciato la moglie di casa. Lo scandalo che ne seguì presso l'opinione pubblica fu enorme, e Evelina, dopo un ultimo omaggio alla tomba di Bennati, fuggì da Milano coperta di vergogna. Suo padre non volle accoglierla a Firenze, in seno alla nuova famiglia che aveva formato con Clementina Lazzeri dopo la morte della moglie Elisa.
Dopo un breve ritorno a Milano per i funerali di Giuseppe Bennati Baylon, cui partecipò di nascosto e stando lontana dagli occhi della folla, visse poveramente in camere ammobiliate a Firenze, e poi si spostò presso la nonna, sempre a Firenze. Le ristrettezze economiche per un lungo periodo la tormentarono, e la costrinsero a pubblicare poesie e articoli su riviste per poter guadagnare qualcosa.
Lentamente, riuscì a uscire dall'ostracismo in cui era stata posta, e tornò a frequentare salotti. Anche i rapporti con il padre e la sua nuova famiglia migliorarono, e Evelina poté incontrare talvolta i suoi nuovi fratellini, ai quali si legò molto, come dimostrano le sue liriche Ricordo d'Aprile per il fratellino Fausto e Parvula per la sorellina Esterina.
Nell'estate del 1875 conobbe il poeta Mario Rapisardi. La loro vicinanza dette adito a molte voci: la tesi prevalentemente accettata è che da parte di Evelina sia stata soltanto un'amicizia, nonostante uno dei migliori biografi e amici del poeta, Alfio Tomaselli, sostenesse che la Contessa ne fu l'amante.
Oh dignitosa coscienza e netta !
Se mi avessi scritto   " Imbastisco il mio millesimo
amore e sono a' comandi del tal dei tali „ ti disprezzerei
meno.
Addio. Mario Rapisardi »
(s:Lettera a Evelina Cattermole)
Nel 1880 la vita di Eva fu funestata dalla morte della nonna amatissima, che è ricordata nelle poesie Stanza chiusa e Il rosario della nonna.

### Il successo
Nel 1884 Eva era una scrittrice affermata, e vari poeti le dedicavano versi. Tra il 1884 e il 1894, Eva compose la raccolta di liriche Nuovi versi. Intanto collezionava amori più o meno stabili, favoriti dalla sua fama e dalla sua bellezza, cercando la felicità e il vero amore, e incontrando anche uomini che approfittavano della sua ingenuità e generosità.
Nel corso del 1886 Eva si spostò molto, toccando Parma, Milano, Firenze, per poi stabilirsi a Roma, dove poteva più facilmente trovare lavoro. La sua amicizia con il siciliano Giovanni Alfredo Cesareo, di 12 anni più giovane di lei, con cui aveva collaborato presso la rivista Nabab nel gennaio del 1885, si tramutò in una relazione stabile, durata fino al 1894. Fu per lei come ritrovare le gioie di una vera famiglia, a cui aveva sempre anelato. Considerò la relazione come un matrimonio vero e proprio, come si legge nelle sue liriche.
Tra il 1886 e il 1895 Eva scrisse molte delle sue opere di prosa (Così è, L'innamorata, Novelle di Natale, Una famiglia di topi e Il romanzo della bambola) e ripubblicò Storie d'amore e di dolore. Inoltre, nel 1886 pubblicò E ancora versi a Firenze, per i tipi di Sersale.
A Roma Evelina tenne un salotto musicale che aveva molto successo: lo frequentarono, tra gli altri, Arturo Graf, Angelo De Gubernatis, lo scultore statunitense Moë Ezekiel, il pittore Guido Boggiani, lo scultore Niccolini, la pittrice Anna Forti, Luigi Capuana, lo scrittore Pierre Loti, e alcuni parlamentari. D'estate si recava in vacanza a Riva Trigoso. Manteneva buoni rapporti con Matilde Serao, nonostante avesse scritto una recensione negativa ai suoi Versi di Cattermole del 1883.
Nel novembre del 1894 terminò la relazione di Eva con Giovanni Alfredo Cesareo: la scrittrice visse una lieve depressione e si lasciò un po' andare. Nello stesso anno De Gubernatis mandò a casa di Eva un suo collaboratore alla rivista Vita italiana, Giuseppe Pierantoni, che doveva adattare per la rivista i figurini francesi alla sensibilità italiana. Cattermole collaborava con la rivista, sulla quale teneva una rubrica di moda. L'uomo, che aveva 25 anni all'epoca, era un pittore napoletano di scarso talento e conduceva una vita di stenti. Eva cominciò ad aiutarlo, raccomandandolo ai propri amici e invitandolo a cenare da lei. Nel febbraio del 1895 la relazione tra i due diventa di natura sentimentale e intima.

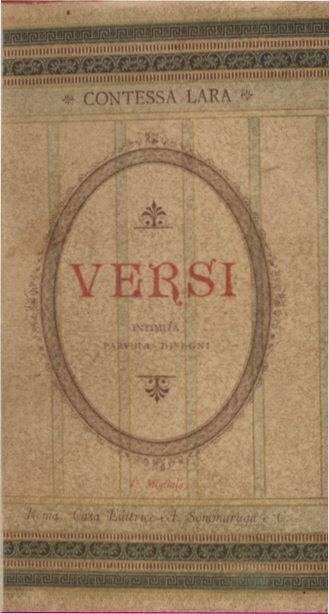
Versi, ed. Sommaruga, 1883

Convissero nella casa di Eva, in via Sistina (o via di Capo le Case, secondo altre fonti), con i soli introiti del suo lavoro. Cattermole ebbe modo di ricredersi più di una volta sulla propria generosità, che l'aveva spinta ad aiutare con ogni mezzo un uomo che si rivelò scarsamente propenso al lavoro, manesco e possessivo. Eva non riusciva ad allontanarsi da lui, nonostante un giorno di maggio 1896 l'avesse chiuso fuori di casa: Pierantoni era rientrato con la forza, passando da una finestra, e lei non riusciva a liberarsene. Alcuni amici le consigliarono di recarsi alla Questura e di denunciarlo, ma lei temeva la sua reazione.
Nell'estate del 1896, si recò in villeggiatura in Liguria, dove ebbe modo di incontrare un amico di sempre, Ferruccio Bottini, che stava raggiungendo la propria nave a La Spezia: Eva gli confidò i suoi problemi, e lui la invitò a lasciare il convivente e a rifugiarsi a Livorno, ospite della sua famiglia. Le comprò anche un revolver da tenere in borsetta per maggior sicurezza.

### La morte
A ottobre 1896 Eva tornò a Roma, decisa a traslocare a Livorno dai Bottini, ma la fine tragica della sua vicenda sentimentale con il pittore napoletano fu quasi inevitabile. Il 30 novembre, durante l'ennesima lite in cui Eva gli intimava di andarsene, fu fatale la presenza nella stanza del revolver, che Pierantoni, infine, in circostanze mai ben accertate, rivolse contro di lei colpendola all'addome, per poi puntarla contro se stesso, ferendosi all'ascella.
La pistola era un modello da signora, di piccolo calibro, e il colpo non provocò la morte immediata di Evelina, che però non fu immediatamente soccorsa. Pierantoni e la domestica, Luisa Medici, che nel frattempo era accorsa, persero diverso tempo prima di chiamare un medico, il dottor Parboni, e le forze dell'ordine giunsero sul posto parecchie ore dopo, quando Eva era già agonizzante.
Fino all'ultimo, a chi si recò al suo capezzale, Eva insisté nel dire che il ferimento era stato dettato solo ed esclusivamente da interesse economico: «Assassino, l'ha fatto per interesse, soltanto per interesse...». Voleva scongiurare al suo aggressore le molte attenuanti alla pena che le giurie dell'epoca tendevano ad applicare per i moventi passionali.
I funerali ebbero un gran concorso di folla, e furono molte le manifestazioni di affetto, ma fu offuscato da un grave scandalo: i fondi raccolti per la sepoltura svanirono nel nulla e i resti della scrittrice non poterono avere una sepoltura adeguata. Il testamento indicava come unico erede l'amico Ferruccio Bottini, che rifiutò il lascito.
Il processo a carico di Pierantoni fu celebrato due anni dopo presso la Corte d'Assise di Roma e fece scalpore. Il Pubblico Ministero, che definì Pierantoni «l'assassino sfruttatore di donne», e la stampa con gli articoli di Angelo De Gubernatis, Olga Ossani Lodi, Eugenio Rubichi (Richel), Gino Monaldi, Ferdinando Russo e Mario Giobbe sostennero il movente economico. L'avvocato difensore di Pierantoni, Salvatore Barzilai, quello passionale. Durante il processo il Pierantoni cercò, come ultima difesa disperata, di attribuire la sua azione al grande turbamento provocato nella coppia da una rappresentazione della Carmen di Bizet. Non fu possibile provare l'esatta dinamica dei fatti, né le motivazioni economiche e il processo si concluse il 10 novembre 1898 con la condanna di Pierantoni a 11 anni e 8 mesi di reclusione per omicidio volontario, con il riconoscimento delle attenuanti della provocazione lieve.

## Le collaborazioni letterarie
La produzione letteraria di Evelina Cattermole ha qualità molto variabile, a causa delle sue collaborazioni con diverse riviste, sotto lo pseudonimo di Contessa Lara, che la retribuivano a cottimo.
Gli editori più disinvolti sfruttavano spesso l'aura di scandalo che le derivava dalle sue vicende sentimentali, soprattutto nel lancio di una sua nuova pubblicazione, lasciando intendere ai lettori che tra le righe del nuovo libro di Contessa Lara avrebbero letto particolari scabrosi dei suoi amori. In particolare Eva collaborò con scritti in prosa o in poesia a:
- il quotidiano Fieramosca, nato nel 1881 a Firenze
- il Nabab di Enrico Panzacchi
- il Pungolo della Domenica
- il Corriere del Mattino
- il Fanfulla della domenica
- La Tribuna illustrata, nella quale teneva una rubrica femminile intitolata Cronaca femminile
- il Corriere di Roma di Edoardo Scarfoglio e Matilde Serao
- il Caffaro di Genova
- il Fracassa
- l'Illustrazione italiana dei Fratelli Treves
- il Margherita

## Poetica e fortuna letteraria
La sua vita tormentata fece scalpore e destò periodiche censure fino a subito dopo la sua tragica morte, nuocendo alla sua memoria e alla sua opera, gettandovi un alone di sensazionalismo e di sospetto. Perdurano sue biografie, che ne descrivono le vicende e l'opera con toni più o meno scandalistici.
Frequentemente ricorre nella sua poetica il tema della famiglia, come desiderio e aspirazione di pace. Poi quello della ricerca dell'amore, un amore certo fatto anche di sensualità, ma decisamente orientato a una relazione stabile e duratura. Più che i suoi molti amori, emerge l'aspirazione a un rapporto sentimentale tradizionale, e alla sicurezza dell'ambiente domestico. In una lirica Cattermole si immagina vecchia, seduta accanto al fuoco, impegnata nelle tranquille attività domestiche in una vita familiare condivisa con il suo uomo.
Altro tema delle sue liriche è il desiderio di rifugiarsi lontano dal mondo e di trovare la pace. A volte si configura come una ricerca di annullamento e di morte, ma più spesso si traduce in sogni di evasione dalla vita di città, per rifugiarsi in località isolate e impervie.

## Opere

### Poesia

Senza Baci parole della Contessa Lara –– Collezione Francesco Paolo Frontini

- Canti e ghirlande, Cellini, Firenze, 1867
- Versi, Sommaruga, Roma, 1883
- E ancora versi, Sersale, Firenze, 1886
- Nuovi versi. Edizione postuma, Milano, Galli, 1897
- Senza Baci, con versi della Contessa Lara, musica di Francesco Paolo Frontini Forlivesi, 1898

### Prosa
- Storie d'amore e di dolore, (raccolta di novelle)
- Così è, (raccolta di novelle)
- L'innamorata , (romanzo)
- Novelle di Natale
- Una famiglia di topi, (per bambini)
- Il romanzo della bambola , (per bambini)

### Edizioni
- Poesie, a cura di M. Amendolara, Edizioni dell'Oleandro, Roma, 1998 - ISBN 8886600585
- Novelle toscane, a cura di C. Caporossi, Il Poligrafo, Padova, 2008 - ISBN 9788871155951
- Contessa Lara, Lettere ad Angelo De Gubernatis, a cura di C. Caporossi, Otto-Novecento, Milano, 2010 - ISBN 9788887734331
- L'ultima estate di Contessa Lara. Lettere dalla Riviera. 1896, a cura di Manola Ida Venzo, con un saggio di Biancamaria Frabotta, Viella, Roma 2011 - ISBN 9788867285488
- Il romanzo della bambola, a cura di Stefano Calabrese e Federica Fioroni, Nerosubianco, Cuneo, 2011 - ISBN 9788889056820
- Contessa Lara - Luigi Milani, Doni di Natale, Graphe.it edizioni, Perugia 2020 - ISBN 9788893721158